# Restio zwartbergensis
Restio zwartbergensis är en gräsväxtart som beskrevs av Neville Stuart Pillans. Restio zwartbergensis ingår i släktet Restio och familjen Restionaceae. Inga underarter finns listade i Catalogue of Life.